# Nazaré (Bahia)
Nazaré is een gemeente in de Braziliaanse deelstaat Bahia. De gemeente telt 27.427 inwoners (schatting 2009).

## Aangrenzende gemeenten
De gemeente grenst aan Aratuípe, Jaguaripe, Maragogipe, Muniz Ferreira en São Felipe.

## Geboren
- Marcos André Batista Santos, "Vampeta" (1974), voetballer

## Galerij

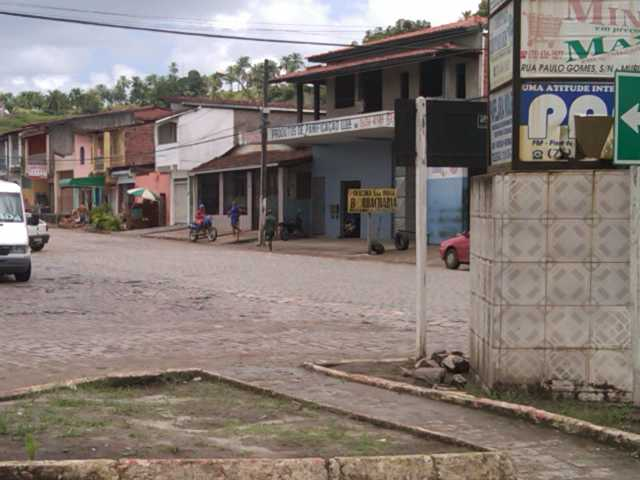
Straat in Nazaré